# Norra Berga

Norra Berga är en gård från medeltiden i Mjölby socken (nuvarande Mjölby kommun). Den bestod av 3 1⁄2 mantal. 